# 普萊森特維尤鎮區 (內布拉斯加州霍爾特縣)
普萊森特維尤鎮區（英語：Pleasant View Township）是位於美國內布拉斯加州霍爾特縣的一個行政鎮區。

## 地方資料
普萊森特維尤鎮區的面積為92.96平方千米，當中陸地面積為92.79平方千米，而水域面積為0.17平方千米。根據2020年美國人口普查的數據，當地共有人口83人，而人口密度為每平方千米0.89人。